# Jelly Roll
Jelly Roll, właśc. David Drew – amerykański producent hip-hopowy z Tulsy (Oklahoma). Zwykle współpracuje z artystami z zachodniego wybrzeża, w tym Snoop Doggiem, Game'em i Xzibitem. Jelly Roll zaczął swoją karierę produkując utwory Snoop Doggowi i Tha Eastsidaz. Aktualnie współpracuje z Xzibitem i Strong Arm Steady.

## Produkcje
- 213 - Whistle While You Hustle
- Bad Azz - Get Yourz Now
- Bad Azz feat. Ice Cube - Streetz Illustrated
- Bad Azz feat. Jelly Roll - Life Ain't Ever What It Seems To Be
- Bad Azz feat. Kokane, Snoopy Collins & RBX - When You See Me
- Bad Azz feat. Salim Grant - It's On All Day
- Busta Rhymes feat. LaToiya Williams - I'll Do It All
- Doggy's Angels feat. Goldie Loc & Kokane - Cold Crush Gangsta
- Dr. Dre feat. Snoop Dogg & Kokane - On The Boulevard
- Gain Green Records Presents Stress & Jelly Roll - Green On Mine
- Foxy Brown - Whatcha Gonna Do
- Golden State Project - Back Up Off Me
- Jadakiss feat. Snoop Dogg & DJ Quik - Shine
- Method Man feat. Street Life - Who Ya Rollin' Wit
- Olivia feat. Lloyd Banks - Twist It
- Ras Kass feat. Jelly Roll - Slap Seasons
- Ras Kass feat. Jelly Roll - Hate Me More
- Ras Kass feat. Jelly Roll & Xzibit - Sex
- RBX - Never Back Down (Remix)
- Ruff Ryders ft. Kartoon - Blood In The Streets
- Snoop Dogg - I Can't Swim
- Snoop Dogg - Party With A DPG
- Snoop Dogg - Stay
- Snoop Dogg - Stoplight
- Snoop Dogg - What I Want
- Snoop Dogg feat. Bad Azz, Lil' 1/2 Dead & Kokane - Wrong Idea
- Snoop Dogg feat. Jelly Roll - Get To Know Ya
- Snoop Dogg feat. Kokane & Goldie Loc - Hourglass
- Snoop Dogg feat. Ludacris, Goldie Loc & Uncle Charlie Wilson - You Got What I Want
- Snoop Dogg feat. Suga Free & Kokane - Bring It On
- Strees feat. Jelly Roll - Heavy In The Streetz
- Strong Arm Steady feat. Jelly Roll - Get Your Bars Up
- Tha Eastsidaz - Another Day
- Tha Eastsidaz - Break A Bitch 'Till The Day I Die
- Tha Eastsidaz - There Comes A Time
- The Game - Art Of War
- The Game - Haterz
- The Game feat. Tha Dogg Pound - Bang
- Tyrese (Black Ty) feat. The Game & Kurupt - Ghetto Dayz
- WC - This Is Los Angeles
- Xzibit - Black & Brown
- Xzibit - The Whole World
- Xzibit feat. Jelly Roll - Cold World
- Xzibit feat. Jelly Roll - Heart Of Man
- Xzibit feat. Jelly Roll - Invade My Space
- Xzibit feat. Jelly Roll - Rollin'
- Xzibit feat. Jelly Roll - Rollin' (Westside Remix)
- Xzibit feat. Jelly Roll - Saturday Night Live
- Xzibit feat. The Golden State Project - Harder
- Xzibit feat. Too $hort & Kurupt - Movin' In Your Chucks
- Xzibit feat. Jelly Roll - Forever You Won't
- Young Maylay feat. Jelly Roll - I Remember